# Luigi’s Mansion
Luigi’s Mansion (яп.  ルイージマンション Руи:дзи Мансён, с англ. — «Особняк Луиджи») — видеоигра жанра приключенческий боевик, разработанная подразделением Nintendo EAD для Nintendo GameCube, она стала самой первой игрой во франшизе Mario, выпущенной для этой приставки. Выход игры состоялся 14 сентября 2001 года в Японии, 18 ноября в Северной Америке, 3 мая 2002 года в Европе и 17 мая в Австралии. Luigi’s Mansion стала второй игрой в истории франшизы с главным героем Луиджи — младшим братом Марио, первой такой игрой стала Mario Is Missing!.
В Luigi’s Mansion игрок, управляя Луиджи, должен спасти Марио от заточения и для этого исследует особняк с привидениями, периодически вступая с призраками в поединок, населяющими дом. В бою персонаж использует особое устройство, похожее на пылесос, которое способно втягивать внутрь себя врагов.
Игровые критики в целом похвалили игру за её игровой процесс и музыкальное сопровождение, но в то же время и покритиковали её за слишком короткое прохождение. Всего в мире было продано более 3,3 миллиона игровых копий, сделав Luigi’s Mansion пятой самой продаваемой игрой для GameCube и положив начало одноимённой франшизе, в рамках которой позже были выпущены Luigi's Mansion: Dark Moon для 3DS и Luigi’s Mansion 3 для Nintendo Switch. Также в 2018 году совместно компаниями Nintendo и Grezzo был выпущен ремастер игры для 3DS.

## Игровой процесс
Суть игрового процесса сводится к тому, что игрок управляет персонажем по имени Луиджи — младшим братом Марио, который должен спасти Марио из особняка с привидениями, но для этого ему нужно победить призраков и решить головоломки, поэтапно открывая доступ к новым комнатам. Прохождение поделено на пять глав или уровней, в конце которого Луиджи сталкивается с призраком-боссом. Для обнаружения и борьбы с призраками Луиджи применяет особые устройства, изобретённые профессором Галкином (англ. E. Gadd) — фонарик для освящения тёмных пространств особняка, модифицированный пылесос Poltergust 3000 для всасывания призраков и коммуникатор Game Boy Horror, являющийся цифровой версией устройства Game Boy Color. Между уровнями Луиджи может посещать лабораторию Галкина и просматривать галерею пойманных призраков.
Для захвата призрака, Луиджи вначале надо направить свет фонарика на призрака, чтобы стало видно его сердце и затем начать его засасывать в пылесос. В этот момент призрак будет сопротивляться, теряя очки жизни и даже может вырваться, заставляя игрока повторять весь процесс сначала. Чем больше очков жизни у призрака, тем дольше длиться процесс засасывания. Когда очки иссякнут, призрак будет втянут в пылесос. Между тем, Луиджи должен уворачиваться от атак призраков, если он потеряет очки жизни, игра заканчивается и потребуется заново проходить уровень. Помимо стандартных призраков, в особняке можно встретить призраков, обитающих в портретах. Прежде чем вступить с ними в сражение, Луиджи должен выполнить ряд квестов, чтобы «выкурить» их из картин.
По ходу действия Луиджи также получает возможность пользоваться стихийной технологией: пылесосом можно втянуть немного огня, воды или льда, чтобы потом использовать их (например, что-нибудь заморозить или потушить пожар). При этом пылесос рассчитан только на что-то одно за раз, и количество ресурса ограничено.
Пользуясь устройством Game Boy Horror, Луиджи может просматривать карту особняка и видеть, какие комнаты он уже посещал, а какие ещё заперты. Как только Луиджи находит очередной ключ к двери, Game Boy Horror сообщает, какую дверь открывает этот ключ. Также устройство отслеживает сокровища, найденные Луиджи, как правило в каждой комнате спрятаны драгоценности — монетки, золотые слитки, драгоценные камни, которые Луиджи может всасывать своим устройством. Их можно найти за мебелью или внутри сундуков, появляющихся после победы над призраком. Во время стычки с призраком, когда он ранит Луиджи, герой теряет часть собранных драгоценностей, которые можно обратно засосать как можно быстрее, пока они не исчезли. После того, как Луиджи столкнётся с призраками Буу, он сможет использовать устройство для обнаружения этих призраков в разных комнатах особняков с помощью звуковых сигналов и мигающего жёлтого света. Победить Буу сложнее, чем обычного призрака, так как они прячутся в предметах, устанавливают в них ловушки и могут сбегать в соседние комнаты.
После прохождения уровня, призраки в портретах попадают в лабораторию Галкина, где игрок может просматривать собранную коллекцию, а также количество собранных драгоценностей на разных уровнях. После сражения с финальным боссом, игрок открывает доступ к новому режиму «Hidden Mansion». Европейская версия игры также предлагает повторное прохождение, но в более сложном режиме; призраков становится больше и их сложнее поймать и они устанавливают больше ловушек.

## Сюжет
История начинается с того, что Луиджи внезапно получает известие о том, что он выиграл особняк в конкурсе, в котором даже не участвовал. Этим же вечером Луиджи и Марио договорились встретиться у особняка и изучить его. Он располагается в мрачном лесу и выглядит сам куда более зловеще, чем на фотографии. Марио так и не пришёл к особняку и Луиджи решает сам его осмотреть. Там он сталкивается с враждебным призраком, но героя спасает профессор Галкин и они оба убегают от толпы призраков. Учёный объясняет, что сам особняк возник на пустом месте несколько дней назад и что он видел, как Марио подошёл к особняку и затем исчез. Затем узнав, что Луиджи — это младший брат Марио, Галкин вручает герою устройства для борьбы с призраками — модифицированный пылесос Poltergust 3000, устройство для общения Game Boy Horror и фонарик для обнаружения призраков. Луиджи понимает, что Марио могли захватить призраки и решает вернуться в особняк.
По мере прохождения, Луиджи узнаёт, что особняк был создан призраком Королём Бу (англ. King Boo) для укрытия призраков, которых ранее захватил профессор Галкин и заточил в картинах с помощью устройства «Ghost Potrificationizer». Сам король Бу придумал якобы конкурс с домом в качестве приза, чтобы заманить Марио и Луиджи в отместку за то, что те в прошлых играх победили призраков Буу. Злодею удалось захватить Марио и заточить его в картине, Луиджи должен победить призраков и в конце концов сразиться с Королём Бу, чтобы освободить брата. Сам король Бу намеревается также заточить Луиджи в картине. В финальной схватке злодей облачается в костюм Боузера и сражается в карманном измерении внутри картины, но Луиджи удаётся победить, убежать из этого измерения и освободить Марио, используя обратную функцию устройства «Ghost Potrificationizer» чтобы освободить Марио. Король Бу оказывается заточён в картине. После этого особняк исчезает, а Галкин строит новый особняк, размер которого зависит от количества найденных сокровищ Луиджи.

## Разработка
Впервые игра была анонсирована на мероприятии Nintendo Space World в виде технологической демонстрации, созданной для демонстрации возможностей новой приставки GameCube. Данная версия включала многие сцены, которые в итоге появятся в трейлере и промо материалах к игре, но не в самой игре, например призраки, играющие в карты, кружащие вокруг Луиджи или зловещая версия Луиджи. Вскоре после демонстрации, Nintendo решила на основе имеющегося материала создать полноценную игру. Спустя год, демо-версия игры была продемонстрирована на выставке Electronic Entertainment Expo вместе с приставкой GameCube. Разработкой руководили Хидэки Конно, Сигэру Миямото и Такаси Тэдзука. Поздняя демо-версия, приближённая к конечной игре демонстрировалась на мероприятии Nintendo Space World в 2001 году.
По изначальной задумке в Luigi's Mansion управляемый персонаж изучал многочисленные уровни в особняке. На стадии препродакшена для этой цели было решено использовать персонажа из серии Mario, который условно исследовал кукольный домик. Когда стало ясно, что проект будет разрабатываться для GameCube, главным героем было решено сделать Луиджи, младшего брата Марио. Это бы придавало игре оригинальность, так как прежде Луиджи играл лишь второстепенные роли во франшизе Mario. Идея с добавлением призраков и засасывающего призраков устройства возникла позже. До того, как разработчики определились с художественной темой, они хотели создать ролевую игру, где окружающая обстановка бы динамично менялась, также команда хотела добавить пещерную локацию под особняком, но отказалась от этой идеи из-за отказа реализации некоторых игровых механик. Изначально особняк должен был быть выдержан в традиционном японском стиле, затем основным местом действия было решено сделать европейский особняк.
Музыку к игре написали Синобу Танака и Кадзуми Тотака, в игре также в качестве пасхального яйца спрятана «песня Тотаки», как во всех остальных играх, к которым Тотака писал музыку. Позже основная музыкальная тема Luigi's Mansion в оркестровом исполнении появилась в Super Smash Bros. Brawl. Персонажей в игре озвучивали Чарльз Мартин (Марио, Луиджи) и Джен Тейлор Джен Тейлор (Тоад). Luigi's Mansion получила награду за лучшее звуковое сопровождение на вручении BAFTA в 2002 году.
Приставки GameCube поддерживали стереоскопическое изображение и изначально панировалось добавить эту функцию в Luigi's Mansion, однако тогда трёхмерные телевизоры не были распространены на рыке по причине того, что приобрести такое устройство было слишком дорого. Так разработчики решили, что было не целесообразно вводить эту функцию в игру.

## Восприятие
| Сводный рейтинг       | Сводный рейтинг | Сводный рейтинг |
| Издание               | Оценка          | Оценка          |
| Издание               | 3DS             | GC              |
| --------------------- | --------------- | --------------- |
| GameRankings          | 74,50 %         | 79,16 %         |
| Metacritic            | 74/100          | 78/100          |
| Иноязычные издания    |                 |                 |
| Издание               | Оценка          | Оценка          |
| Издание               | 3DS             | GC              |
| 4Players              | 80/100          | N/A             |
| Destructoid           | 7,5/10          | N/A             |
| Game Informer         | N/A             | 9/10            |
| GameRevolution        | N/A             | B               |
| GameSpot              | 7/10            | 7,9/10          |
| GameSpy               | N/A             | 75/100          |
| IGN                   | 7/10            | 7/10            |
| Next Generation       | N/A             | [ 39 ]          |
| Nintendo Life         | [ 40 ]          | [ 41 ]          |
| Nintendo Power        | N/A             | [ 42 ]          |
| Nintendo World Report | 7/10            | N/A             |
| Shacknews             | 8/10            | N/A             |

Luigi's Mansion стала самой коммерчески успешной игрой для приставки GameCube и самой продаваемой игрой по состоянию на ноябрь 2001 года. В первую неделю после выхода в США было продано 257 000 копий игры. Согласно отчётам Nintendo, Luigi's Mansion сыграла важную роль в популяризации GameCube и даже была распродана большим тиражом, нежели Super Mario 64 для Nintendo 64 за аналогичный период. Всего в Японии было продано примерно 348 000 копий игры, а в США она стала пятой самой продаваемой игрой для GameCube с проданными 2.19 миллионами копий. Luigi's Mansion также стала одной из первых переизданных игр от Nintendo в рамках коллекции Player's Choice наряду с Super Smash Bros. Melee и Pikmin.
Игровые критики в целом хвалили игру за её графику, игровой дизайн и игровой процесс. Журналист GameSpot похвалил игру за некоторые освежающие и блестящие идеи. Редакция журнала Nintendo Power похвалила игру за её увлекательность, умные головоломки и инновационный геймплей. По мнению представителя GameSpy, игра предоставляет творческий подход к увлекательным игровым механикам. Американское издание Game Informer высоко оценило игровой процесс, назвав его «блестящим и не уступающим лучшим проектам Миямото». Рецензент IGN похвалил звуковое сопровождение, назвав озвучивание Луиджи самым милым и забавным, что он прежде слышал в играх. Редакция GameSpy утверждала, что музыкальное сопровождение наилучшим и чутким образом дополняло игровой процесс. Японский игровой издатель Famitsu присвоил игре «золотой рейтинг», за лучшую и в начале сложную систему управления.
Игру также критиковали прежде всего за свою длину. Представитель GameSpot заметил, что хотя короткое прохождение не позволит игроку заскучать, это стало главным упущением игры, которое не позволило ей подняться на один уровень с лучшими классическими играми о приключениях Марио. Позже редакция назвала из-за этого Luigi's Mansion самой разочаровывающей игрой 2001 года. Критик GameSpy также остался недоволен продолжительностью игры, заметив, что на её прохождение потребуется не дольше шести часов. Некоторые критики заметили, что продолжительность игры не позволяет обнажить ряд недостатков в игровой дизайне, в частности повторяющийся и однообразный игровой процесс. Luigi's Mansion обозревалась на телешоу Xplay американского телеканала G4, где игра была назвала одним из главных разочарований года из-за завышенных ожиданий игроков, как первой игры серии Mario для GameCube. Luigi's Mansion получила награду от BAFTA за звуковое сопровождение в 2002 году. Редакция Official Nintendo Magazine поставила игру на 99 место в списке лучших игр от Nintendo всех времён.

## Наследие
Luigi's Mansion представила персонажей профессора Галкина (англ. E. Gadd) и Короля Бу (англ. King Boo), которые в итоге станут частью вселенной Mario. Позже Король Бу появлялся в таких играх, как Mario Party 6 и Mario & Luigi: Partners in Time, а профессор Галкин упоминался в Super Mario Sunshine, как создатель устройства F.L.U.D.D на спине Марио и кисточки Боузера младшего. Он также появляется, как управляемый скин персонажа в Super Mario Maker. Король Бу появлялся в других играх от Nintendo, как например босс в Super Mario 64 DS и в Super Princess Peach, а также как управляемый персонаж в Mario Kart: Double Dash‼ и Mario Super Sluggers.
Особняк, как игровой уровень, локация или база Луиджи появлялся в таких играх от Nintendo, как   Mario Kart: Double Dash‼, Mario Kart DS, Mario Kart 7, Mario Power Tennis, Mario Super Sluggers, Mario Hoops 3-on-3, Mario Sports Mix, Super Smash Bros. Brawl, Super Smash Bros. for Nintendo 3DS and Wii U и Super Smash Bros. Ultimate. Игра Nintendo Land включала мультиплеерную мини-игру, похожею на Luigi's Mansion, где четыре игрока, управляя mii-персонажами, одетыми как Марио, Луиджи, Варио и Валуиджи должны были истощить и победить призрака, в то время как игрок, управляющий призраком должен был победить всех героев до истечения времени.
В 2013 году для приставки 3DS вышло продолжение под названием Luigi's Mansion: Dark Moon почти через 12 лет после выхода оригинальной игры. В 2015 году выпустила аркадную игру Luigi's Mansion Arcade на основе игрового материала Dark Moon. Разработкой занималась компания Capcom, выпуском занималась Sega. Игра предлагает тот же сюжет, что и Dark Moon, но использует перспективу камеры от первого лица и особую систему управления на основе вакуума. Игра в основном встречалась в игровых автоматах Японии, хотя игра была переведена на английский язык и несколько автоматов было выпущено в ресторанах Dave & Buster's в США. Третья часть в серии — Luigi’s Mansion 3 была выпущена в 2019 году для Nintendo Switch.

### 3DS ремейк
12 октября 2018 года совместно компаниями Nintendo и Grezzo был выпущен ремейк Luigi's Mansion для Nintendo 3DS . Ещё до начала работы над ремейком, Сигэру Миямото разработал рабочий 3D прототип для проверки аппаратных возможностей 3DS и стереоскопического экрана. В итоге это вылилось в разработку Luigi's Mansion: Dark Moon. Сам ремейк оригинальной Luigi's Mansion поддерживает функции amiibo, гироскопическое управление, аксессуар Circle Pad Pro, C-Stick для новейших моделей New Nintendo 3DS и стереоскопический режим экрана. Также игровой процесс был доработан, в игру добавили режим локальной совместной игры, где игрок может управлять двойником Гуиджи, возможность использовать стробоскоп, представленный впервые в Dark Moon, чтобы на короткое время обездвиживать призраков, новые списки достижений и возможность сражаться с боссами в двупользовательском режиме. В эту версию также добавили режим прохождения для PAL-версий игры (для рынка Европы и Австралии). По состоянию на 2018 год, в Японии было продано 90 410 копий, сделав её третьей самой продаваемой игрой для 3DS в 2018 году после WarioWare Gold и Detective Pikachu.
Критики в целом похвалили ремейк, оценив приложенные усилия для обновления графики и визуальных эффектов, наряду с нововведениями, включающими мультиплеер, новые режимы и поддержки стереоскопического 3D режима. Это придаёт игровому процессу свежесть даже при том, что ему уже на тот момент было 17 лет.